# Luc Sonor
Pour les articles homonymes, voir Sonor.
Luc Sonor est un footballeur français, né le 15 septembre 1962 à Basse-Terre en Guadeloupe.

## Biographie

### Carrière sportive
Luc Sonor est originaire de Saint-Claude en Guadeloupe où il intégre le club de la commune. Il part en métropole, à l'âge de treize ans, pour poursuivre sa formation aux centres du CS Sedan Ardennes puis du FC Metz. 
Avec le FC Metz, il remporte la Coupe de France avec le club lorrain en 1984 face à l'AS Monaco. 
L'année suivante, lors de la Coupe d'Europe des vainqueurs de coupe, il prend part à l'un des plus grands exploit du FC Metz et du football français, battant le FC Barcelone au Camp Nou 4-1 et se qualifiant pour les 8e de finale de la compétition,,,,.
Éliminés par le Dynamo Dresde au tour suivant, l'exploit des Messins de battre le Barça à domicile reste inégalé par un club français jusqu'au triplé de Kylian Mbappé en 2021 qui permet au PSG de reproduire le score de 4-1 des Lorrains,.
Il est ensuite transféré à l'AS Monaco, où sa carrière s'envole avec son intégration en équipe de France,.
Il termine sa carrière en Écosse à l'Ayr United Football Club. Il participe notamment au jubilé de Roger Milla à Yaoundé en 1988.

### Carrière extra-sportive
Luc Sonor devient en juin 2008 entraîneur adjoint de l'AS Saint-Étienne pendant quelques mois.
En septembre 2008, il est sévèrement attaqué par le consultant de RMC Jean-Michel Larqué ; ce dernier traitant Luc Sonor de « pipe », Luc Sonor porte plainte pour propos diffamatoire à son encontre, un procès que Luc Sonor a d'ailleurs gagné.
Il est consultant sur les chaînes du groupe Canal Plus dans les années 2010.
En 2021, le nouveau complexe sportif de sa commune d'origine à Saint-Claude en Guadeloupe prend son nom en hommage.

## Carrière d'entraîneur
- 1999-2000 : US Créteil (adjoint)
- 2008 - nov. 2008 : entraîneur adjoint de l'AS Saint-Étienne[12]

## Palmarès de joueur

### En club
- Champion de France en 1988 avec l'AS Monaco
- Vainqueur de la Coupe de France en 1984 avec le FC Metz et en 1991 avec l'AS Monaco
- Finaliste de la Coupe d'Europe des Vainqueurs de Coupe en 1992 avec l'AS Monaco
- Vice-champion de France en 1991 et en 1992 avec l'AS Monaco
- Finaliste de la Coupe de France en 1989 avec l'AS Monaco

### EnÉquipe de France
- 9 sélections entre 1987 et 1989